# Mănești (Dâmbovița)
Mănești è un comune della Romania di 4 865 abitanti, ubicato nel distretto di Dâmbovița, nella regione storica della Muntenia.
Il comune è formato dall'unione di tre villaggi: Drăgăești-Pământeni, Drăgăești-Ungureni, Mănești.